# Græsted (stacja kolejowa)
Græsted (duń. Græsted Station) – stacja kolejowa w miejscowości Græsted, w Regionie Stołecznym, w Danii. 
Znajduje się na Gribskovbanen i jest obsługiwana przez pociągi regionalne Lokaltog.

## Linie kolejowe
- Linia Gribskovbanen